# Castello di Cremolino
Il Castello di Cremolino è un antico castello situato a Cremolino nell'Alto Monferrato in Piemonte.

## Storia
Si ritiene che una precedente costruzione in loco risalga all'XI secolo, anche se la prima citazione ufficiale è in un documento del 1316. La più importante campagna di costruzione avvenne però tra la fine del XII e l'inizio del XIV secolo, quando Tommaso Malaspina erditò il castello e il suo feudo dalla madre Agnese, ultima discendente degli aleramici marchesi del Bosco. Il Malaspina vi si trasferì lasciando la sua residenza di Molare.
Il castello passò poi nel XVI secolo alle famiglie genovesi dei Sauli e dei Centurione; fu anche feudo dei Doria. Nel XVIII secolo divenne di proprietà dei genovesi Serra. Il castello è inserito nel sistema dei "Castelli Aperti" del Basso Piemonte.
Tra il 1984 e il 1992 l'edificio è stato oggetto di un intervento di restauro progettato da Alberto Grimoldi con Thomas Becker.

## Descrizione
Il castello sorge in posizione dominante su uno sperone roccioso che sovrasta il borgo di Cremolino, a circa 450 metri di altitudine. Il borgo stesso è raccolto intorno al castello ed è racchiuso da una seconda cinta muraria fatta costruire nel XV secolo 1460 da Isnardo Malaspina. L'accesso al castello avviene superando un ponte levatoio.

## Galleria d'immagini

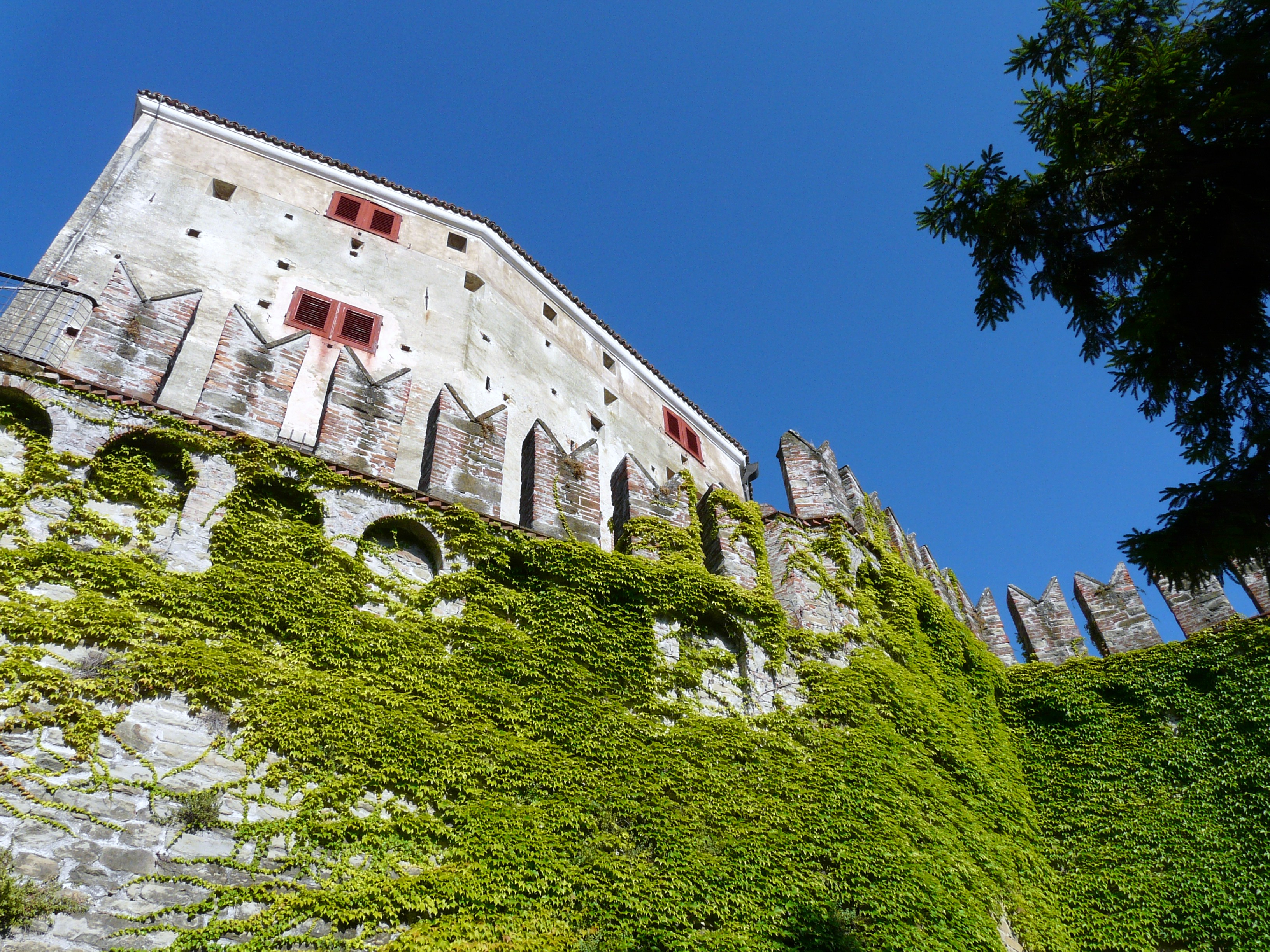
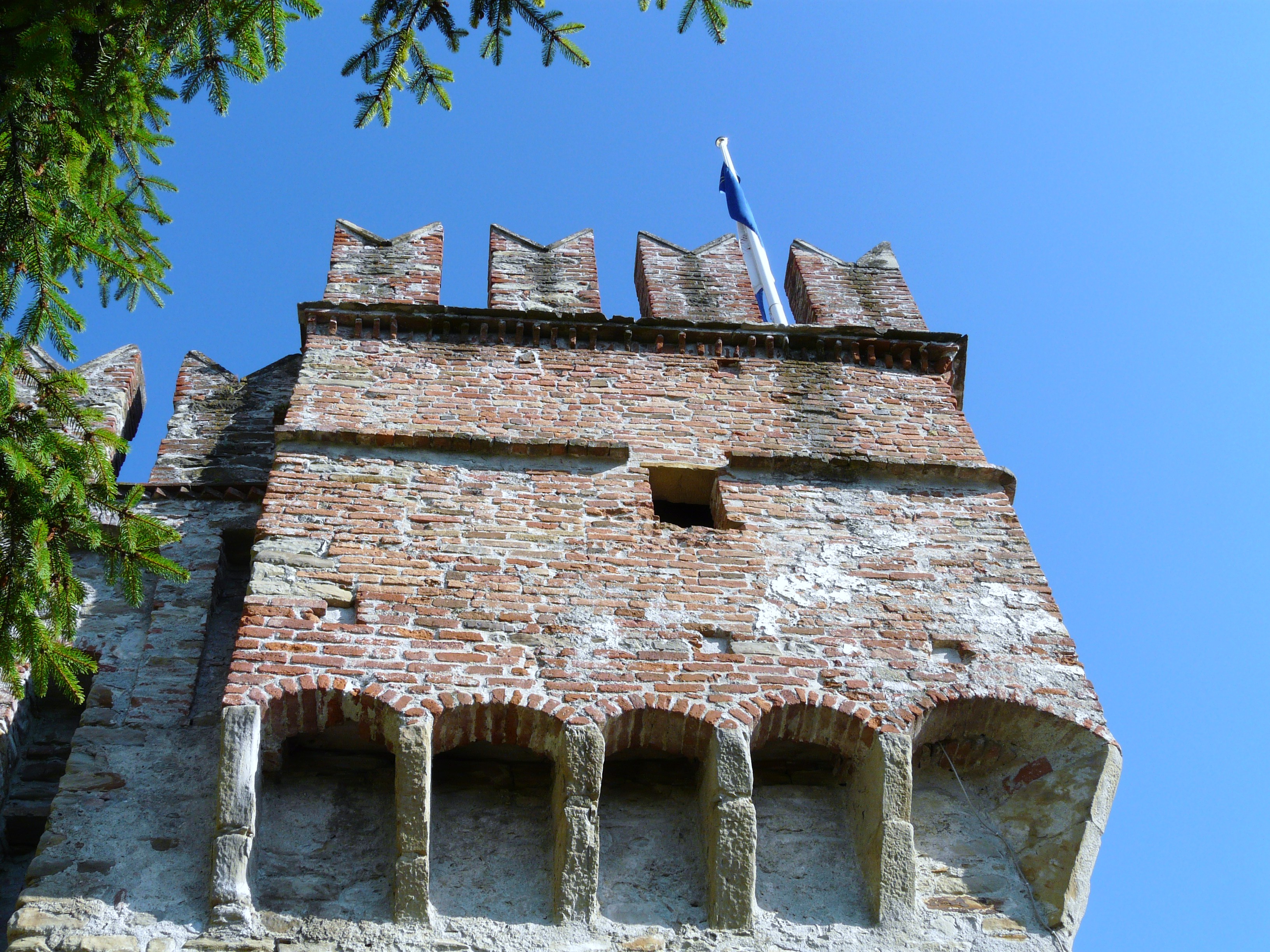
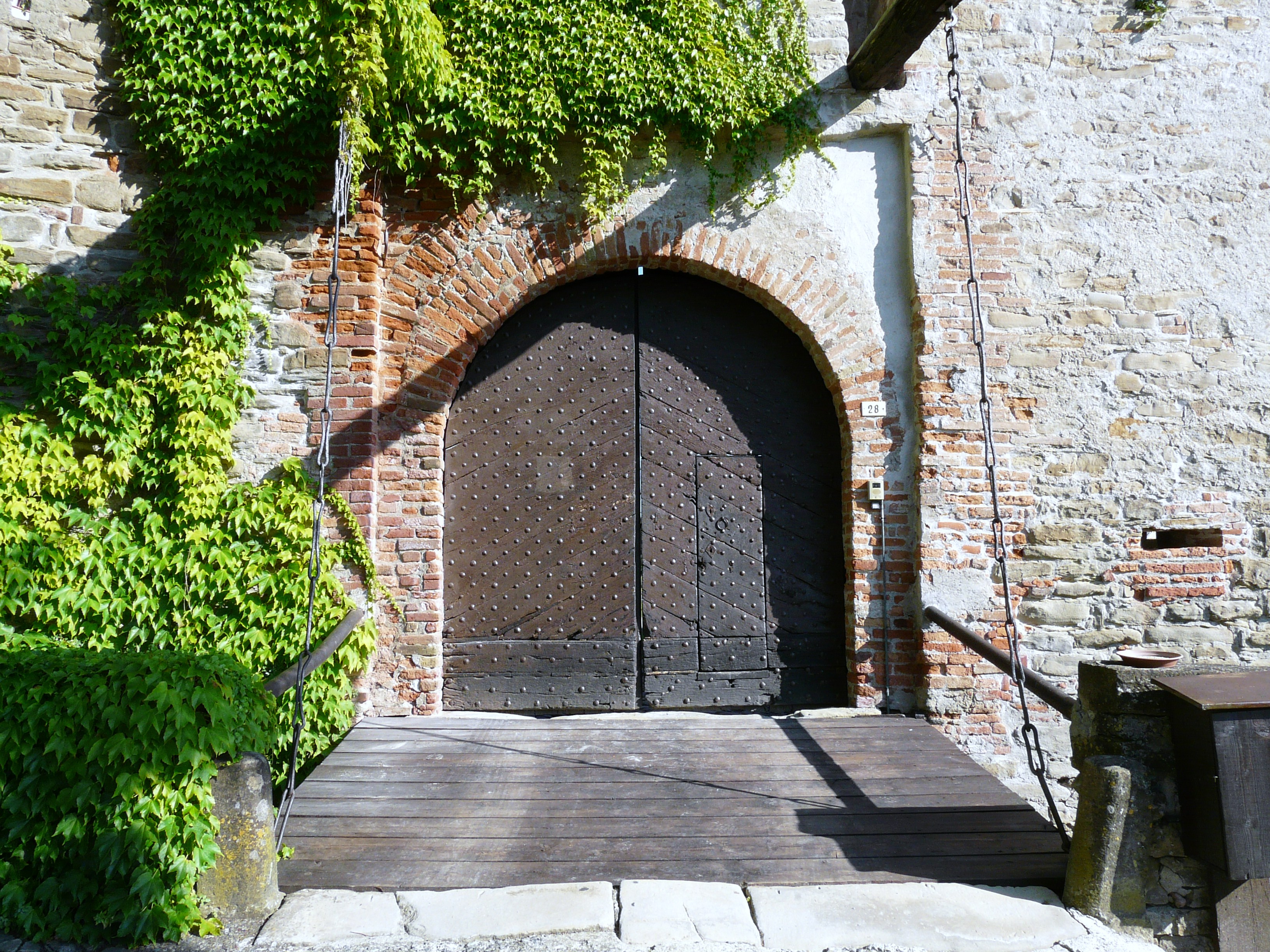